# Bodice Ripper

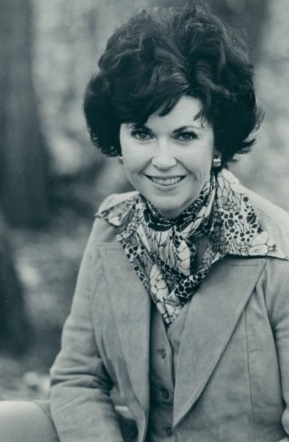
Kathleen Woodiwiss, die Autorin des ersten „Bodice Ripper“

Der Ausdruck Bodice Ripper (Aussprache: /ˈbɑːdɪs ˈɹɪpɚ/, englisch für „Miederreißer“; weniger schlagwortartig: „sexy, violent historical romance novel“) bezeichnet im nordamerikanischen Verlags- und Buchhandelsjargon einen in historischer Vergangenheit spielenden Abenteuer- und Liebesroman, in dem sexuelle Gewalt in romantisierter Form dargestellt wird. Im Deutschen werden die entsprechenden Romane als Nackenbeißer bezeichnet, was im erweiterten Sinne jedoch auch für triviale Liebesromane im Allgemeinen verwendet wird.
Bodice-Ripper-Romane erzählen aus der Perspektive der weiblichen Hauptfigur die Geschichte einer als extrem attraktiv, aber widerspenstig und „unbezähmbar“ charakterisierten jungen Frau und eines etwas älteren, draufgängerischen und schurkenhaften Mannes, die im Verlaufe der Handlung über Konflikte und Missverständnisse hinweg zur großen Liebe finden. Spannung gewinnen diese Romane aus einer (äußeren) Abenteuerhandlung, mehr noch aber aus der komplizierten und von großer emotionaler und erotischer Spannung gekennzeichneten Beziehung der Liebenden. Die Frau liebt und begehrt den Mann von Anfang an, will sich dies aus Stolz aber nicht eingestehen und giftet sich mit ihm über Hunderte von Seiten hinweg an, bis der Mann – der sich ihren Körper meist schon sehr früh gefügig gemacht hat – schließlich auch ihr Herz erobert und die Handlung in ein Happy End einmündet. Die Bücher sind dickleibig und erzählen ihre Geschichte, deren Handlung sich oft über mehrere Kontinente erstreckt, über einen meist sehr weit gespannten zeitlichen Rahmen hinweg.
Die Geschichtsdarstellungen sind mehrheitlich skizzenhaft und ungenau und dienen hauptsächlich dazu, einen Hintergrund zu erzeugen, vor dem Handlungselemente wie die Entführung der Heldin und die Trennung von Liebenden plausibel erscheint; die Mentalität der Charaktere entspricht weitgehend der der Entstehungszeit der Romane. Bodice-Ripper-Romane werden der Trivialliteratur zugerechnet und wurden in Nordamerika im billigen Taschenbuchformat (Mass Market Paperback) für ein fast ausschließlich weibliches Lesepublikum gemacht. Die Autoren sind überwiegend weiblich und leben und schreiben meist in den Vereinigten Staaten. Viele Bodice-Ripper-Romane wurden in andere Sprachen übersetzt, mit großem Erfolg auch ins Deutsche.
Der Bodice Ripper entstand in den Vereinigten Staaten im Jahre 1972 und war eine der ersten Literaturformen, die einem weiblichen Massenpublikum Zugang zu expliziten Darstellungen sexueller Handlungen bot. Bei einem Großteil dieser Sexszenen handelt es sich um romantisierte Vergewaltigungen. Weil positive Darstellungen gewaltsamer Sexualität vor dem Hintergrund der Zweiten Welle der Frauenbewegung als frauenfeindlich empfunden wurden, verlor dieser Romantypus in den 1980er Jahren an Bedeutung und verschwand in den 1990er Jahren vollständig.

## Frontdeckel und Sprachgebrauch
Der Ausdruck „Bodice Ripper“ rührt von der Gestaltung des Frontdeckels vieler dieser Romane her. Üblicherweise dargestellt wird eine junge Frau in historischer Kleidung, die oft ein Mieder inkludiert, nach der ein gutaussehender Mann in der offensichtlichen Absicht greift, die Frau sexuell zu überwältigen. Weil der Mann dabei gelegentlich zu einem wilden Kuss auf den Hals oder Nacken der Frau ansetzt, hat sich im Deutschen der Ausdruck „Nackenbeißer“ durchgesetzt.
Die charakteristischen Frontdeckel hatten Ähnlichkeit mit den Frontdeckeln vieler Pulp-Magazine, einem Typ von billig hergestellten Zeitschriften mit literarischen Geschichten, der in den USA bis in die 1950er Jahre stark verbreitet gewesen war. Der Bodice Ripper entstand in den Vereinigten Staaten 1972 und bildete den Auftakt zur Entstehung einer ganzen Bandbreite von Subgenres eines modernen trivialen Liebesromans, zu denen heute z. B. auch die Erotic Historical Romance, die Regency Romance oder die Highlander Romance zählen. Nach dem Prinzip pars pro toto werden die Ausdrücke „Bodice Ripper“ und „Nackenbeißer“ – insbesondere von Personen, die mit den vielfältigen Subgenres des seriellen Liebesromans nicht vertraut sind – vielfach für triviale Liebesromanliteratur überhaupt verwendet.

## Geschichte

### Vereinigte Staaten und Kanada
Romane mit ähnlichen Handlungsmustern wie die Bodice-Ripper-Romane der 1970er Jahre hatten in den USA schon früher existiert, etwa in Form der frühen Arbeiten von Denise Robins (Desert Rapture, Avon, 1944). Auch Bestseller wie Margaret Mitchells Vom Winde verweht (1936) und Kathleen Winsors Amber (1944) müssen als mögliche Anregungen in Betracht gezogen werden. Das Genre des populären historischen Liebesromans ist noch älter und umfasst in den Vereinigten Staaten bereits Werke wie Helen Junt Jacksons Ramona (1884) und Amelia E. Barrs The Bow of Orange Ribbon (1886).
1972 erschien in den Vereinigten Staaten Kathleen E. Woodiwiss’ Debütroman Wohin der Sturm uns trägt (Originaltitel: The Flame and the Flower), ein um 1800 in den amerikanischen Südstaaten spielendes Frauenschicksalsdrama über eine junge Frau, die nach Schwängerung durch Vergewaltigung mit dem Täter zwangsverheiratet wird, nach und nach jedoch den guten Charakter ihres Peinigers erkennt und ihn zu lieben beginnt. Unter Marketinggesichtspunkten stellte die Publikation dieses Romans eine bedeutende Neuerung dar, weil der Verlag, Avon, der Taschenbuchausgabe nicht wie sonst branchenüblich eine gebundene Ausgabe vorausgehen ließ, sondern das sehr billig gemachte Mass-Market Paperback sofort auf den Markt brachte. Schon in den ersten vier Jahren verkaufte Avon 2,3 Millionen Exemplare.
Woodiwiss schrieb für Avon zahlreiche weitere Bücher ähnlicher Machart. 1974 stellte Rosemary Rogers, ebenfalls bei Avon, ihren Erstling Sweet Savage Love vor, eine im Wilden Westen und in Mexiko angesiedelte Geschichte der gewaltsamen Liebe zwischen einem Söldner und der in Paris aufgewachsenen Tochter eines amerikanischen Politikers. Als weitere Avon-Autorin debütierte 1977 Johanna Lindsey, deren frühe Romane (bis 1991) für ihre allgegenwärtigen Darstellungen sexueller Gewalt notorisch waren.
Andere Verlage begannen das Konzept des Bodice Rippers zu kopieren, darunter Warner Books, für die – unter dem Pseudonym „Jennifer Wilde“ – der Texaner Tom E. Huff Romane wie Love’s Tender Fury (1976) und Dare to Love (1978) schrieb. Dare to Love war 11 Wochen lang auf der Taschenbuch-Bestsellerliste der New York Times.
1977 veröffentlichte – unter dem Namen „Jennifer Blake“ – die aus Louisiana gebürtige Patricia Anne Maxwell ihren ersten Bodice Ripper, Wie Feuer auf meiner Haut (Love’s Wild Desire), über eine Southern Belle, die unvermittelt Ehefrau eines ebenso skrupellosen wie rätselhaften mexikanischen Edelmannes wird. Maxwell schrieb von 1980 an für die in Minnesota ansässigen Fawcett Publications und wurde mit ihren Südstaatengeschichten eine der international bekanntesten Autorinnen des Genres.
In den späten 1980er Jahren wanderten die Leserinnen in benachbarte Sparten ab, in denen nicht mehr vergewaltigt wurde.

### Deutschsprachiger Raum
Viele Bodice Ripper wurden in andere Sprachen übersetzt. Einer der ersten, der den deutschsprachigen Buchmarkt erreichte, war 1975 Wohin der Sturm uns trägt von Kathleen Woodiwiss (Deutsche Bücherbund). Bertelsmann publizierte Rosemary Rogers’ Sweet savage love 1980 unter dem Titel Wilde zärtliche Liebe.
Der Münchner Heyne Verlag folgte dem nordamerikanischen Vorbild und brachte von 1978 an viele der Bücher direkt als Taschenbuch heraus, darunter einzelne Arbeiten von Catherine Coulter, Constance Gluyas, Natasha Peters und Bertrice Small; Schwerpunkt von Heyne waren allerdings die Bücher von Johanna Lindsey, angefangen 1986 mit Wild wie der Wind (Brave the Wild Wind). Goldmann tat wenig später ein Gleiches und veröffentlichte einzelne Romane von Sandra Brown, Shirlee Busbee, Laurie McBain, Virginia Henley und Rosemary Rogers, sowie viele Arbeiten von Jennifer Blake (= Patricia Anne Maxwell). Der Blanvalet Verlag, der in den 1950er Jahren bereits die thematisch sehr ähnlichen Angélique-Romane veröffentlicht hatte, ließ von 1999 an reihenweise Taschenbuchausgaben der Werke der Vielschreiberinnen Celeste Bradley, Shirlee Busbee, Janet Chapman, Jane Feather, Stephanie Laurens, Kat Martin, Monica McCarty, Kinley MacGregor und Margaret Mallory folgen.
Mitte der 1990er Jahre sind Knaur und List dazugekommen.

## Sexualität
Bodice-Ripper-Romane weisen regelmäßig Motive wie Frauennötigung, Frauenraub und Frauenzwangsverheiratung auf. Kritiker stießen sich bereits in den 1970er Jahren an den Vergewaltigungsszenen, die sie als brutal und schablonenhaft empfanden. Die Autoren, die 1981 die erste Konferenz der Romance Writers of America besuchten, wurden auf dieser Veranstaltung davor gewarnt, Vergewaltigungsgeschichten zu schreiben, weil die Leser – so die Auffassung – solche Geschichten nicht mochten.
Nachdem im Jahre 1971 mit Kathleen Barrys Aufsatz The Vagina on Trial eines der ersten Thesenpapiere zur Funktion der Vergewaltigung in der patriarchalischen Gesellschaft erschienen war, befürchteten Feministinnen, dass Frauen durch solche Lektüre daran gewöhnt werden könnten, Vergewaltigung und häusliche Gewalt als selbstverständlichen Teil ihres eigenen Lebens zu akzeptieren. Der Bodice Ripper zeigte unschuldige Jungfrauen, die durch Vergewaltigung zu Nymphomaninnen und romantisch Liebenden wurden: ein Szenario, das nach feministischer Auffassung mit den Fantasien realer Vergewaltiger erschreckend genau übereinstimmte.
Spätere Feministinnen wie Tania Modleski und Deborah Lutz haben diese Deutung in Frage gestellt und argumentiert, dass diese Romane darauf hinauslaufen, den anfangs sadistischen Vergewaltiger zu domestizieren und ihn der Heldin letztlich zu unterwerfen. 1998 wurde in einer Studie aufgewiesen, dass mehr als die Hälfte der Frauen ein sexuelles Überwältigtwerden, das sie in der Realität als vernichtend und traumatisch empfinden würden, in der literarischen Fiktion als lustvoll zu genießen vermögen. Wie die Kulturhistorikerin Hsu-Ming Teo aufgewiesen hat, erscheinen die Heldinnen der Bodice Rippers auch niemals als Opfer oder als gebrochene Frauen, sondern als Überwinderinnen, die am Ende über jede Härte triumphieren.